# Православне догматичне богослов'я
Православне догматичне богослов'я - наука що в систематичному порядку розкриває зміст основних християнських віровчительних істин (догматів), що визнаються всією спільнотою православної церкви.

## Історія православного догматичного богослов'я
Догматична система - спосіб викладу віровчення, в якому всі окремі істини і положення являють собою частини, пов'язані в єдине ціле.Вже в перші століття існування Церкви з'являється прагнення викладати християнське віровчення в систематичному вигляді, що мало на меті зручність як викладу, так і сприйняття віроучительних істин.
До догматичних систем пред'являються такі вимоги:
1) відсутність внутрішніх протиріч (в догматичної системі не повинно бути взаємовиключних положень);
2) наявність чіткої межі між власне догматами і богословськими думками. Це не означає, що при побудові догматичної системи не можна так чи інакше спиратися на богословські думки; але при цьому обов'язково має бути підкреслено, що це богословська думка того чи іншого св. отця чи богослова, а не віровчительна істина, приймаючи всією повнотою Церкви.
Крім того, передбачається, що догматична система повинна являти собою не просто набір святоотцівських і біблійних цитат з того чи іншого догматичного питання, але і авторський текст, визначений коментар, в якому автор намагається осмислити зміст догматичних істин, виявити внутрішні зв'язки між різними догматами і богословськими думками. Скорочена система догматичного богослов'я називається катехизисом.
В історії християнської думки першою спробою побудувати догматичну систему стала робота «Стромати» відомого вчителя Олександрійської катехізичної школи Климента Олександрійського (кін. II ст.). Але «Стромати» - це все-таки не більше ніж спроба побудови системи, а не система в повному розумінні слова.
Систему догматичного богослов'я християнського віровчення у всій повноті вперше вдалося створити наступнику і продовжувачу справи Климента - Орігену (III ст.). Його праця «Про начала» - це перша цілісна система християнського богослов'я. Система ця виявилася недосконалою, оскільки багато постулати і передумови, на яких ґрунтувався Оріген, були помилковими і згодом навіть підпали під анафеми Вселенських соборів. Незважаючи на це Оріген надав і величезний позитивний вплив на розвиток богослов'я. Протягом декількох століть система Орігена залишалася єдиною цілісною системою християнського богослов'я. Багато святих отців вчилися богослів'я саме на працях Орігена, поступово долаючи помилкові думки, що містяться в Орігенових текстах.
Із давніх отців Церкви, які намагалися побудувати цілісні догматичні системи, слід зазначити святий. Кирила Єрусалимського (IV ст.). Його знамениті «Огласительні слова» представляють собою ґрунтовну працю; проте потрібно сказати, що він носить пропедевтичний характер, бо звернений до оголошених, тобто людей які не є членами Церкви. Прикладом побудови системи догматичного богослов'я можна назвати також «Велике Огласительне слово» святого Григорія Нісського (IV ст.) Та «Скорочений виклад Божественних догматів» блаж. Феодорита Кіррского (перша пол. V ст.).
На християнському Заході перша спроба систематичного викладу догматів була зроблена Лактанцієм (пом. Після 325 р) у праці «Божественні встановлення» (Кн.IV-VII). Серед інших догматичних систем, створених на Заході, слід відзначити «Енхерідеон Лаврентію про віру, надію і любов» блаж. Августина та «Про церковних догматах» Геннадія Марсельського (кон.Vв.).
Найдосконалішою працею, що представляє собою вершину систематизації святоотецької богословської думки, слід визнати працю преп. Іоанна Дамаскіна «Джерело знання» (VIII ст.). З догматичної точки зору, особливе значення має третя, заключна, частина цієї праці, яка називається "Точний виклад православної віри". Ця книга не втратила свого наукового значення до сьогоднішнього дня. Як на Сході, так і на Заході вона була підручником богослов'я протягом багатьох століть, причому на християнському Сході - аж до Нового часу, коли для викладу догматичного вчення у православній богословській науці почали використовуватися зразки західних схоластичних систем. На Заході до перекладів праць преп. Іоанна Дамаскіна на латинську мову великим авторитетом користувалося твір Ісидора Севільського ( бл. 560-636 рр.) «Сентенції» у трьох книгах, колишній прообраз середньовічних «сум богослов'я».
В історії російської богословської думки було кілька авторів, які працювали над побудовою догматичних систем. У першу чергу потрібно назвати митр. Макарія (Булгакова), його «Православно-догматичне богослов'я» вперше було видано в 1849-1853 рр. Це ґрунтовна праця, хоча і дещо схоластична. Крім того, цей твір не є цілком самостійний: автор при побудові своєї системи частково спирався на праці західних догматистів. Проте в цілому «Православно-догматичне богослов'я» являє собою прекрасно структурований посібник, в якому можна знайти хорошу добірку біблійних і святоотцівських цитат майже по всім догматичним питанням
Праця архиєп. (згодом митрополита) Філарета (Гумілевського) «Догматичне богослов'я» являє собою спробу подолати той схоластичний вплив, який спостерігається у митр. Макарія. Робота архиєп. Філарета не отримала широкого поширення.
«Досвід догматичного богослов'я» архиєп. Канівського Сильвестра (Малеванського) - об'ємна праця в п'яти томах, в якій автор запропонував історичний метод викладу догматів, тобто зробив спробу показати, як розвивалося догматичне вчення Церкви в історичній перспективі. У цьому його велика заслуга.
«Православне догматичне богослов'я» прот. Миколи Малиновского - теж велика за обсягом праця але у ньому є більш і менш вдалі розділи. Даний факт зумовлений тим, що прот. М. Малиновський прагнув використати у своїй праці якнайбільше різних джерел і не завжди підходив до них критично.
Після 1917 р. в російської богословської традиції спроб побудувати цілісну систему догматичного богослов'я не було. «Догматичне богослов'я» В. Н. Лосского, по суті, являє собою не більш, ніж курс лекцій з догматичного богослов'я. Назвати цю роботу догматичною системою в повному сенсі слова не можна.
Однак православне догматичне богослов'я не припинило свій розвиток в XX ст. Серед грецьких богословів свої догматичні системи пропонували професора П. Н. Трембелас, А. Феодору і К. В. Скутеріс, роботи яких побачили світ у другій половині XX ст.
Тритомна праця архим. Юстина (Поповича) (1894-1978 рр.) «Догматика Православної Церкви» - спроба побудови догматичної системи в Сербській Православній Церкві. Преподобний Юстин - не тільки відомий богослов, але й один з найбільших подвижників нашого часу.
Заслуговує уваги і робота відомого румунського богослова свящ. Думітру Станілоає (1903-1993 рр.) «Православне догматичне богослов'я» .
Більшість сучасних догматистів дотримується наступного принципу викладу матеріалу: спочатку про Бога в Самому Собі (Deus ad intra), потім про Бога в Його ставленні до створеного (Deus ad extra). Саме такий принцип лежить в основі систем митр. Макарія, архиєп. Філарета, архиєп. Сильвестра та інших авторів. Всі спроби побудувати систему догматичного богослов'я по-іншому були не дуже вдалими. Наприклад, прот. Павло Свєтлов (1861-1945 рр.) Намагався побудувати всю систему догматики навколо вчення про спасеніі, прот. Петро Лепорський (1871-1923 рр.) - Навколо догмату про Боговтілення, однак ці спроби не отримали визнання. 

## Дивись також
- Православне богослов'я